# Résident fiscal en France
Pour un article plus général, voir Résident.

## Personnes physiques

### Détermination de l'obligation fiscale
L'article 4A du CGI énonce :
- Les personnes qui ont en France leur domicile fiscal sont passibles de l'impôt sur le revenu en raison de l'ensemble de leurs revenus : il s'agit d'une obligation fiscale mondiale, illimitée ;
- Celles dont le domicile fiscal est situé hors de France sont passibles de cet impôt en raison de leurs seuls revenus de source française : il s'agit d'une obligation restreinte, applicable aux seuls revenus réputés de source française.

### Critères de la résidence fiscale en droit interne français[2]
Différents critères sont énumérés par l'article 4B du Code Général des Impôts pour définir la résidence fiscale d'un contribuable. Ces critères sont alternatifs, la satisfaction d’un seul d’entre eux suffit à considérer le contribuable comme étant fiscalement domiciliée en France.

#### Lieu du foyer ou lieu du séjour principal
Le foyer s’entend du lieu où le contribuable ou sa famille habite normalement, c’est-à-dire du lieu de résidence habituelle, à condition que cette résidence ait un caractère permanent.
Cette résidence demeure le foyer principal du contribuable lui-même même si celui-ci est amené, en raison de nécessités professionnelles ou de circonstances exceptionnelles, à séjourner dans d’autres lieux, temporairement ou pendant la plus grande partie de l’année, dès lors que, normalement, la famille, continue d’y habiter ou s’y retrouve.
Le lieu de séjour principal est examiné à titre subsidiaire, dès lors que le critère du foyer lui est prioritaire.
Une personne physique est réputée avoir son séjour principal en France lorsqu’elle y a séjourné plus de 183 jours au cours d’une année donnée.
Ce critère n’est toutefois pas absolu, la jurisprudence retenant également la notion de « séjour prépondérant ».

#### Lieu de l'activité professionnelle
Sont considérées comme ayant leur domicile fiscal en France, les personnes qui y exercent une activité professionnelle, salariée ou non, à moins qu’elles ne justifient que cette activité y est exercée à titre accessoire ;
Lorsque le contribuable exerce simultanément plusieurs professions ou la même profession dans plusieurs pays, l’intéressé est considéré comme domicilié en France s’il y exerce son activité principale ; cette dernière s’entend de celle à laquelle le contribuable consacre le plus de temps effectif, même si elle ne dégage pas l’essentiel de ses revenus ;
Dans l’hypothèse où un tel critère ne peut être appliqué, il convient de considérer que l’activité principale est celle qui procure à l’intéressé la plus grande part de ses revenus mondiaux.

#### Lieu du centre des intérêts économiques
Ce critère se réfère au lieu où le contribuable a effectué ses principaux investissements, où il possède le siège de ses affaires et d’où il administre ses biens.
Ce peut être le lieu où le contribuable a le centre de ses activités professionnelles ou celui d’où il tire la majeure partie de ses revenus.

### Déroulement synthétique d'un contrôle fiscal à fin de domiciliation
L'administration fiscale engage un Examen de Situation Fiscale Personnelle (dit ESFP).
Synthétiquement, cette procédure se déroule selon les étapes suivantes :
1. Envoi d'un avis de vérification
2. Mise en demeure de déposer les déclarations concernant les années vérifiées
3. Demande de justification et d'éclaircissement
4. Mise en demeure
5. Des réunions sont à prévoir avec l'inspecteur chargé du dossier
6. Proposition de rectification
7. Réponse aux observations du contribuable
8. Entretien avec l'Inspecteur Principal (Chef de Brigade)
9. Entretien avec l'Interlocuteur Départemental
10. Commission Départementale ou Nationale des Impôts Directs et des Taxes sur le Chiffre d'Affaires
11. Avis d'imposition

Suivant la réception de l'avis d'imposition, débute alors la phase contentieuse de la contestation :
1. Réclamation contentieuse avec demande de sursis de paiement
2. Constitution de garanties
3. Rejet total ou partiel de la réclamation
4. Requête introductive d'instance devant le Tribunal Administratif
5. Instance devant la Cour Administrative d'Appel
6. Instance devant le Conseil d'État
7. Instance devant la Cour Européenne des Droits de l'Homme